# Lonay
Lonay is een gemeente en plaats in het Zwitserse kanton Vaud, en maakt deel uit van het district Morges.
Lonay telt 2210 inwoners.